# Rudolf Sieber-Lonati
Rudolf Sieber-Lonati (* 16. Oktober 1924 in Wien; † 27. April 1990 in Bad Tölz) war ein österreichischer Zeichner und Illustrator, der von den 1950er Jahren bis in die 80er Jahre vor allem Titelbilder für Taschenbücher und Heftromane schuf.

## Künstlerisches Werk
Sieber-Lonati zeichnete Titelbilder für Heftromane unterschiedlicher Genres, u. a. für Krimis, Western, Horror und Fantasy. Besondere Kreativität entfaltete er auf dem Gebiet der Science-Fiction. Zu den Heftromanreihen, für die er Titelbilder lieferte, gehörten Utopia Zukunftsroman, Mark Powers, SF Science Fiction, Gemini Science Fiction, Rothaut, Dan Oakland, Kommissar X, Butler Parker, Larry Brent, Macabros, Die schwarze Fledermaus und Der Landser. Sieber-Lonatis „expressiv-manierierter Stil“ erinnerte an die Ikonographie des Stummfilms, wies jedoch auch „psychedelische Anklänge“ auf und projizierte in seinen Science-Fiction-Werken „die Traumata der eigenen Zeitgeschichte“ (Zweiter Weltkrieg, Kalter Krieg) „in eine als bedrohlich empfundene Zukunft“.
Sieber-Lonati gehörte zu den produktivsten Titelbild-Illustratoren der Heftroman-Ära.